# Заммет, Тобиас
Тобиас Заммет (нем. Tobias Sammet, 21 ноября 1977) — немецкий музыкант, лидер и вокалист немецких пауэр-метал-групп Edguy и Avantasia. Создатель метал-оперы Avantasia: The Metal Opera.

## Биография
Тобиас Заммет родился в немецком городе Фульда 21 ноября 1977 года.
Заммет, а также его школьные друзья, являются поклонниками музыкального направления групп AC/DC, Freddie Mercury (Queen) и Helloween. В связи с этим их совместными усилиями возникла группа Edguy в 1992 году, направлением которой стал типичный  пауэр-метал. В группе выступает в качестве певца и фронтмена. До альбома Edguy Theater of Salvation, Тобиас также был их басистом и клавишником. После этого он сконцентрировался главным образом на вокале.
После нескольких гастролей с Edguy Заммет основал свой All-Star проект Avantasia и выпустил одноименную рок-оперу. Первоначально запланированный как одноразовый студийный проект, он снова запустил Avantasia в 2006 году и отныне регулярно выпускал концептуальные альбомы и рок-оперы в рамках этого проекта. В 2008 году ему предложили отыграть вечернюю программу главной сцены с Avantasia на Wacken Open Air перед 75000 зрителями, это было первое появление на сцене Avantasia. С тех пор, помимо Edguy, он регулярно гастролирует с Avantasia в Северной и Южной Америке, Азии, Европе, а с 2019 года и в Австралии.
Принял участие в создании альбома Holy Hell Роба Рока и рок-опере Aina.
Японский журнал Burrn! назвал Заммета «лучшим автором песен 2010 года».
Карьера Тобиаса полна музыкальных достижений:
- 3 миллиона проданных пластинок;
- 12 мировых турне в более 40 странах
- 10 шоу на  Wacken Open Air и многочисленные выступления на других международных фестивалях.

## Дискография

#### Edguy
- Evil Minded (Demo) — 1994
- Children of Steel (Demo) — 1994
- Savage Poetry — 1995
- Kingdom of Madness — 1997
- Vain Glory Opera — 1998
- Theater of Salvation — 1999
- The Savage Poetry — 2000
  - Painting on the Wall (сингл) — 2001
- Mandrake — 2001
- Burning Down the Opera (Live) — 2003
- Hall of Flames (Compilation) — 2004
  - King of Fools (EP) — 2004
- Hellfire Club — 2004
  - Lavatory Love Machine (сингл) — 2004
  - Superheroes (EP) — 2005
- Rocket Ride — 2006
- Tinnitus Sanctus — 2008 [3]
- Age of the Joker — 2011
  - Robin Hood (сингл) — 2011
- Space Police: Defenders of the Crown — 2014

#### Avantasia
- Avantasia (сингл) — 2000
- The Metal Opera Part I — 2001
- The Metal Opera Part II — 2002
- The Scarecrow — 2008
  - Lost in Space Part I (EP) — 2007
  - Lost in Space Part II (EP) — 2007
- The Metal Opera: Pt 1 & 2 - Gold Edition — 2008
- The Wicked Symphony — 2010
- Angel of Babylon — 2010
- The Flying Opera (live) — 2011
- The Mystery of Time — 2013[4]
- Ghostlights - 2016
- Moonglow - 2019
- A Paranormal Evening with the Moonflower Society - 2022
- Here be dragons - 2025

#### Другие исполнители
- Rhapsody of Fire — Rain of a Thousand Flames — 2001
- Shaaman — Ritual — 2002
- Aina — Days of Rising Doom — 2003
- Final Chapter — The WizardQueen — 2004
- Rob Rock — Holy Hell — 2005
- Dezperadoz — The Legend and the Truth — Full-length, 2006
- Nuclear Blast Allstars — Into the Light — 2007
- Ayreon — Ayreon vs. Avantasia — 2008
- Revolution Renaissance — New Era — 2008
- Oliver Hartmann — 3 — 2009
- Bruce Kulick — BK3 — «I’m the Animal» — 2010
- H.E.A.T — Freedom Rock — «Black Night» — 2010
- Pushking Community — One Shot Deal — «Set Me Free» — 2015
- Hansen & Friends — XXX - Three Decades in Metal — «Making Headlines», «Stranger in Time» — 2016
- Ayreon — The Source — 2017